# Nalandil Hanımefendi
Nalandil Hanımefendi (1829 – 1865) byla čtrnáctá manželka osmanského sultána Abdulmecida I.

## Mládí
Nalandil se narodila v roce 1829 v Anapě. Pocházela z ubykhské knížecí rodiny Çipakue. Jejím otcem byl Natıkhu Bey Çipakue. Měla jednu sestru jménem Terbiye.
Už jako malé dítě ji otec vzal do Istanbulu, kde získala potřebnou výchovu do harému. Zde dostala své nové jméno Nalandil, její rodné není známo.

## Manželství
Nalandil byla v roce 1851 provdána za sultána Abdulmecida I. Ještě téhož roku porodila v paláci Çırağan své první dítě, dceru Senihu Sultan. Ta byla v roce 1876 provdána za Mahmuda Celaleddina Pašu a porodila dva syny. Její starší syn Sabahaddin Bey byl jedním ze zakladatelů nové osmanské společnosti.
Na konci roku 1852 byla již třetí nejvýše postavenou manželkou sultána a v roce 1853 druhou. V témže roce porodila své druhé dítě, Şehzade Mehmeda Abdüssameda. Princ však bohužel zemřel v roce 1855 v pouhých dvou letech.
V roce 1855 porodila své třetí dítě, dceru Şehime Sultan, která však zemřela také ve dvou letech.

## Smrt
Po smrti sultána Abdulmecida I. v roce 1861 se Nalandil usadila v paláci Feriye. Zemřela v roce 1865, stejně jako její manžel kvůli tuberkulóze. Byla pohřbena v Nové mešitě v Istanbulu.

## Potomstvo
| Jméno                     | Narození          | Úmrtí           | Poznámky                    |
| ------------------------- | ----------------- | --------------- | --------------------------- |
| Seniha Sultan             | 21. prosince 1851 | 15. září 1931   | provdala se a měla dva syny |
| Şehzade Mehmed Abdüssamed | 20. března 1853   | 5. května 1855  | zemřel ve dvou letech       |
| Şehime Sultan             | 31. ledna 1855    | 22. května 1857 | zemřela ve dvou letech      |